# Lead and Aether
Lead and Aether (englisch Blei und Äther) ist ein Album der finnischen Funeral-Doom-Band Skepticism.

## Geschichte
Nach der Veröffentlichung des Debütalbums Stormcrowfleet arbeitete die Band die EP ethere sowie das Album Lead and Aether aus. Die Mitglieder agierten wie zuvor ohne externes Personal und ohne personelle Veränderungen. Entsprechend bestand die Gruppe zur Zeit der Aufnahme aus dem Sänger Matti Tilaeus, dem Keyboarder Eero Pöyry, dem Gitarristen Jani Kekarainen und dem Schlagzeuger Lasse Pelkonen. Basierend auf Material, das sich seit 1995 in Entstehung befand, spielte Skepticism im Herbst des Jahres 1997 Lead and Aether ein.

## Albuminformationen
Als zweites Studioalbum mit sechs separaten Stücken und einer Gesamtspieldauer von 47:49 erschien Lead and Aether im Jahr 1998. Vorerst beschränkte sich die Veröffentlichung des Albums auf ein CD-Format. Wiederveröffentlichungen erschienen als MC und CD in den Jahren 2002 und 2003 via Red Stream.

### Titelliste
1. The Organium: 6:41
2. The March and the Stream: 10:34
3. The Falls: 8:43
4. Forge: 5:49
5. -Edges-: 6:10
6. Aether: 9:49

### Gestaltung
Jukka Korpihete übernahm die grafische Aufbereitung des Begleitmaterials. Wie zu Stormcrowfleet wurde das Cover des Albums durch die Abbildung eines unkenntlichen Objektes illustriert. Das grünliche Motiv ist, anders als die Aufnahmen von Rauch auf Farmakon oder einem Anzug auf Ordeal, auf dem Bild nicht zu identifizieren.

### Stil
Der auf Lead and Aether von Skepticism gespielte Stil wird dem Funeral Doom zugerechnet.
Das Album zeichnet sich durch geringes Tempo aus. Von The March and the Stream und Aether mit einem Metrum von 80 bpm bis zu -Edges- mit 110 bpm bleibt Lead and Aether langsam. Die Band benannte den Klang dabei als Weiterentwicklung ohne den eigenen Stil zu verlassen. Die einfachen und massiven Klangflächen von Stormcrowfleet wurden beibehalten, jedoch um eine eingängigere und „raffiniertere Form mit mehr Aggression und dynamischen Änderungen“ erweitert.
Der Orgelklang bleibt Melodieführend. langsame und schlichte Gitarrenriffs ergänzen die Musik mehr als sie zu Bestimmen. Der Gebrauch der Filzschlägel anstelle im Metal üblicher Sticks zum Schlagzeugspiel verleiht dem Klang besondere Tiefe. Das gutturale Growling wird als tief und tonlos wahrgenommen. Die Tonart variiert zwischen den Stücken. The Organium wurde in C-Dur geschrieben, The March and the Stream und Forge in H-Dur, The Falls und Aether in e-Moll und -Edges- in Fis-Dur. Lead And Aether weist dabei keine Songstrukturen mit einem Muster aus Strophen und Refrains auf. Auch fehlt dem Album die in den 1990er Jahren populäre romantisch-melancholische Melodieführung von Gothic-Metal-Bands wie My Dying Bride. Vielmehr sind die Stücke eine zusammenhängende Erfahrung die insgesamt als „eine langsame Qual, die den Hörer dazu bringt, sich von der realen Welt zu lösen und sich mit seinen eigenen Ängsten zu konfrontieren“ wahrgenommen wurde.

## Wahrnehmung
Die Resonanz auf das Album fiel nach der Veröffentlichung gemischt aus. Nachkommend stellte sich Beachtung des Albums ein. Mit steigendem Erfolg der Band und des Genres erfuhr Lead and Aether zunehmend positive Resonanz. So führte im Jahr 2017 das Webzine das Album Metal.de in der Reihe Weltschmerz: Unsere liebsten Doom-Perlen. Dabei sei Lead and Aether als „Einstieg“ in die Diskografie der Band geeignet, aufgrund einer besonderen „Eingängigkeit“. Obwohl das Album als eine durchgehende Erfahrung von „Innovation, Leidenschaft und Gefühl“ gilt, die kaum in Unterteilungen zu betrachten ist, gilt das Stück The March and the Stream als eines der besten des Genres und der Band.

„The sound on this album may be a little less dark than on their debut, but the songs are better written and the atmosphere as a whole is much more comprising.“

„Der Sound auf diesem Album mag etwas weniger düster sein als auf ihrem Debüt, aber die Songs sind besser geschrieben und die Atmosphäre insgesamt ist viel umfassender.“